# Зарипов, Максут Мухаметзянович
Максут Мухаметзянович Зарипов (8 сентября 1929, Подольск, Московская область, РСФСР — 24 декабря 2016, Казань, Татарстан, Российская Федерация) — советский и российский физик, доктор физико-математических наук. Председатель президиума Казанского филиала АН СССР (1972—1982).

## Биография
В 1952 г. окончил физико-математический факультет Казанского университета, а в 1955 г. его аспирантуру. Кандидат (1955) и доктор физико-математических наук (1966). Профессор (1967).
Казанский университет: ассистент, старший преподаватель, доцент, в 1955—1957 гг. — заместитель декана физико-математического факультета, в 1968—1971 гг. — декан физического факультета, основатель и первый заведующий (1963—1971) кафедрой квантовой электроники и радиоспектроскопии, затем — профессор этой кафедры до 2009 г.
С 1971 года перешёл на основную работу в Казанский физико-технический институт (КФТИ) Казанского филиала Академии наук СССР: заведующий лабораторией электронного парамагнитного резонанса (1971—1988), директор (1972—1988), заведующий лабораторией физики твёрдого тела (1988—1993), с 1993 г. — главный научный сотрудник.
Установил на микроскопическом уровне механизмы связи ион-лиганд в парамагнитных комплексах. Совместно с сотрудниками своей лаборатории открыл эффект рекристаллизации поверхностного слоя имплантированного полупроводника под действием мощного лазерного импульса, что явилось основой для создания новой технологии изготовления полупроводниковых приборов.
Являлся одним из основателей Казанского филиала АН СССР, с 1972 по 1982 г. был председателем его президиума.
Избирался депутатом Верховного Совета Татарской АССР двух созывов (1975—1985).

## Награды и звания
Награжден орденом Трудового Красного Знамени (1975).
Государственная премия СССР в области науки и техники (1988), заслуженный деятель науки Российской Федерации (2002).
Заслуженный деятель науки Татарской АССР (1979), лауреат Государственной премии Республики Татарстан в области науки и техники (2006).